# Peter Boyle (futbolista)
Peter Boyle (Glasgow, 24 de marzo de 1951 – 18 de enero de 2013) fue un futbolista profesional escocés que jugaba en la demarcación de delantero, y entrenador, que jugó para la selección de fútbol de Australia.

## Carrera
Boyle empezó su carrera en las filas de niveles inferiores del Larkhall Thistle, antes de firmar por el Clyde en 1972. Anotó un total de 32 goles en 119 apariciones en liga para el club, antes de trasladarse a Australia en 1977.
En 1980, Boyle recibió una llamada para la selección de fútbol de Australia. Jugó su único partido internacional en un amistoso contra la selección de fútbol de Checoslovaquia en el mismo año.
Peter falleció el 18 de enero de 2013 a la edad de 61 años.

## Clubes
| Club             | País      | Año         |
| ---------------- | --------- | ----------- |
| Clyde FC         | Escocia   | 1972 - 1977 |
| West Adelaide SC | Australia | 1977 - 1981 |
| Preston Lions FC | Australia | 1981 - 1982 |
| Green Gully SC   | Australia | 1983 - 1984 |
| Fawkner Blues    | Australia | 1985 - 1986 |